# Christian Gihbsson

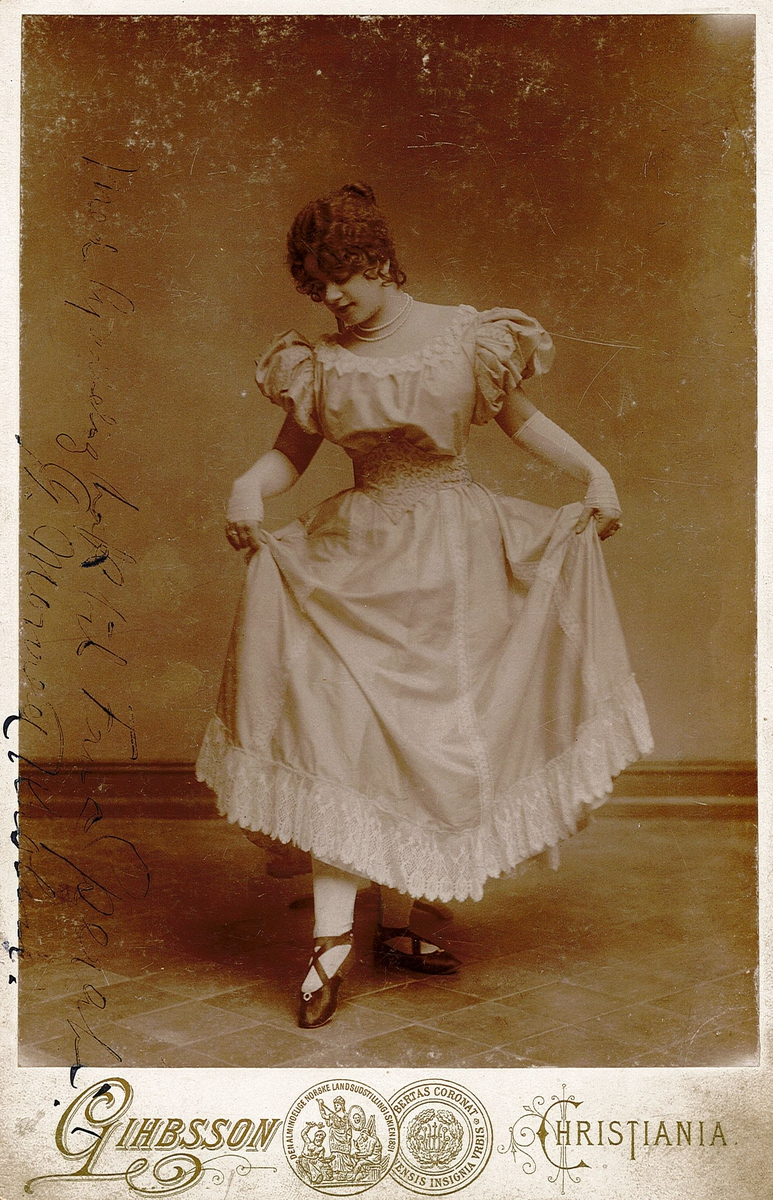
Gyda Christensen, carte de visite, asi 1900

Christian Gihbsson (15. května 1857 v Trelleborg, Švédsko – 28. prosince 1902, Helsinky) byl švédský fotograf, který od konce 80. let 19. století působil v Norsku.

## Životopis
Nejdříve koupil firmu Rasmuse Ovesense, která se nacházela na adrese Kongens Gade 13 v Christianii a byla známá jako Ovesens Eft. Gihbsson byl jedním ze zakladatelů Fotografické unie v roce 1894 a jejím prvním předsedou.
Asi od roku 1891 měl prostor v Carl Johans Gade 19, o několik let později se přestěhoval do č.p. 35.
V roce 1898 prodal Gihbsson podnikání Ludvigu Forbechovi, a o dva roky později odešel do Finska. Do roku 1902 byl zaměstnán jako fotograf v Ateliéru Apollo v Helsinkách.
Gihbsson byl otec Leifa Gihbssona.

## Galerie

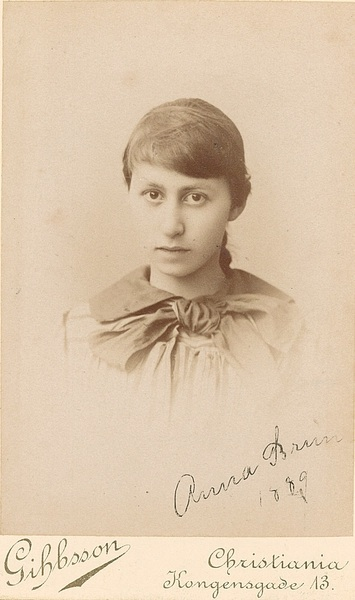
Anna Brun
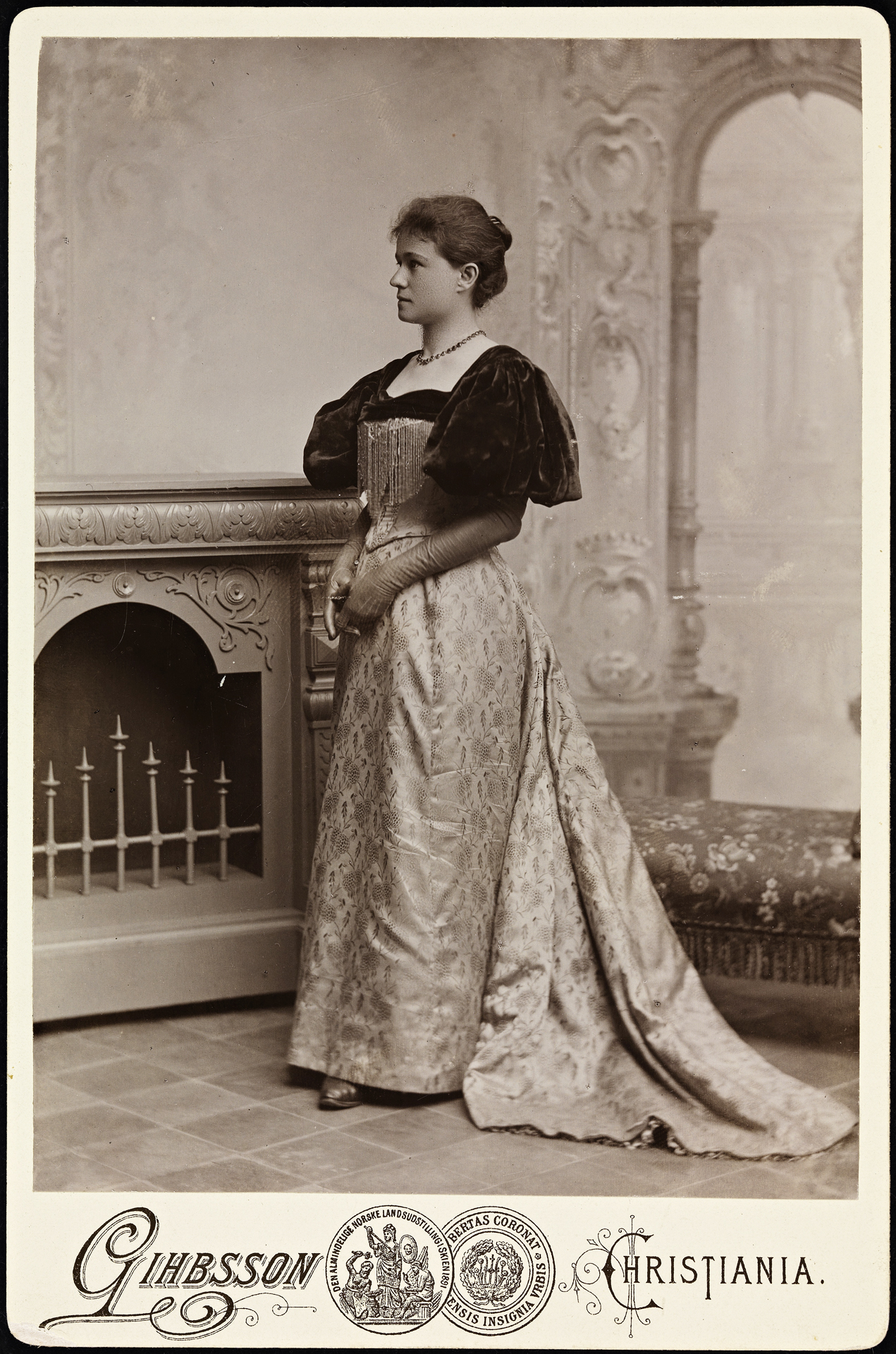
Eva Nansenová, 1898
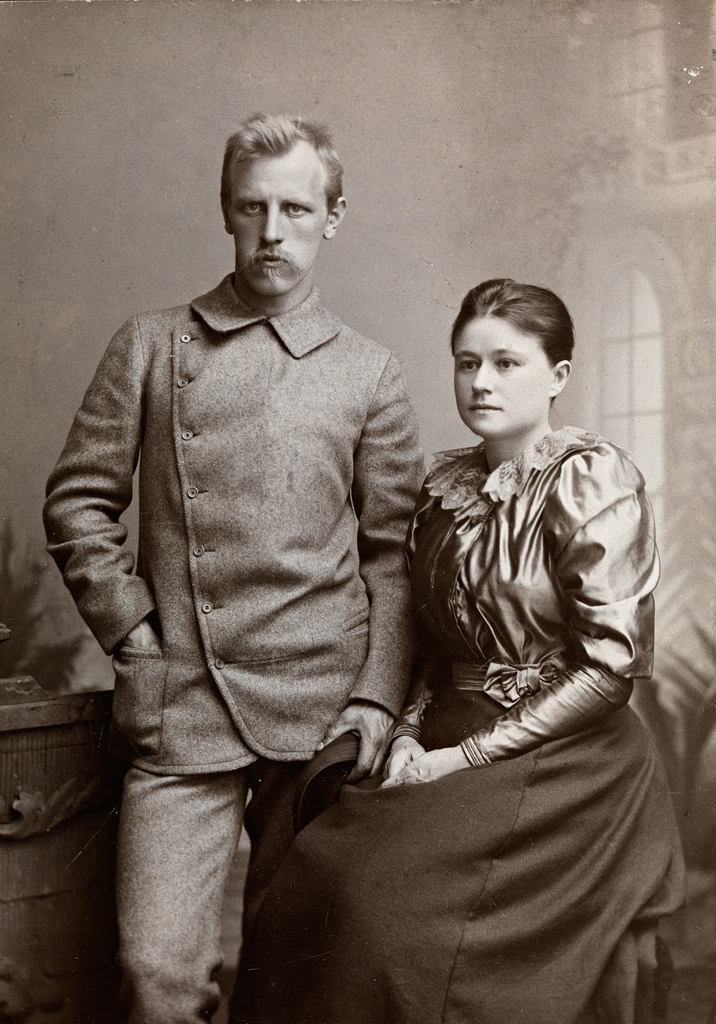
Fridtjof a Eva Nansenovi, 1889
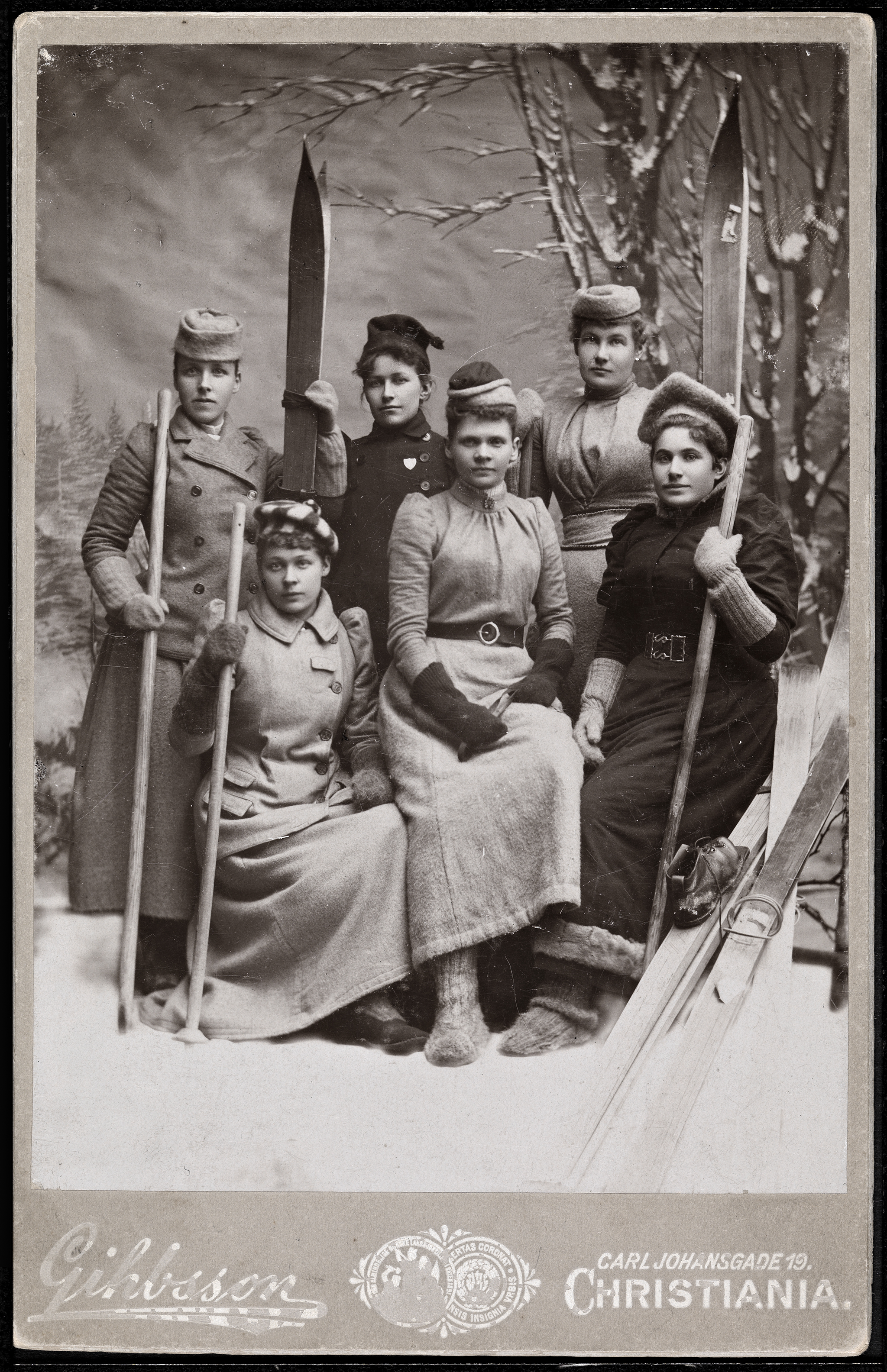
Šest mladých žen z lyžařského sdružení Kristiania, 1890–1900
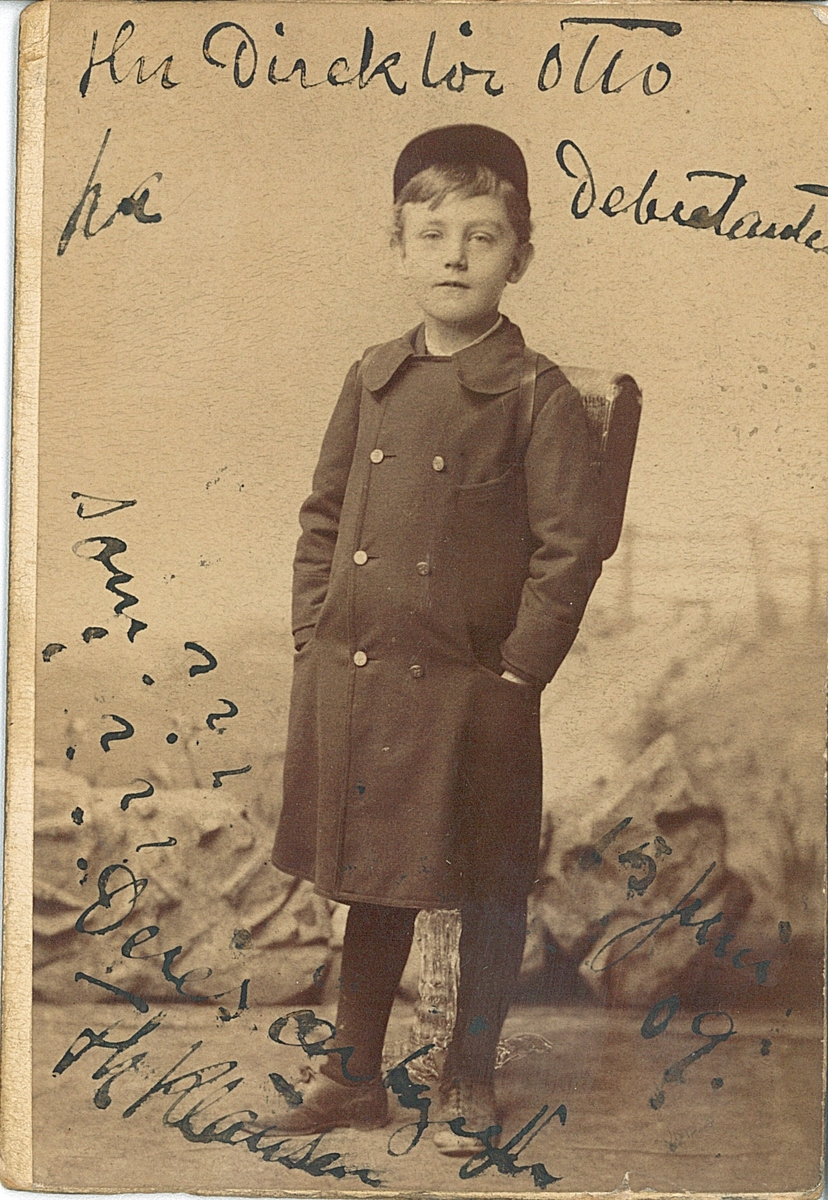
Thorleif Klausen, 1888–1889
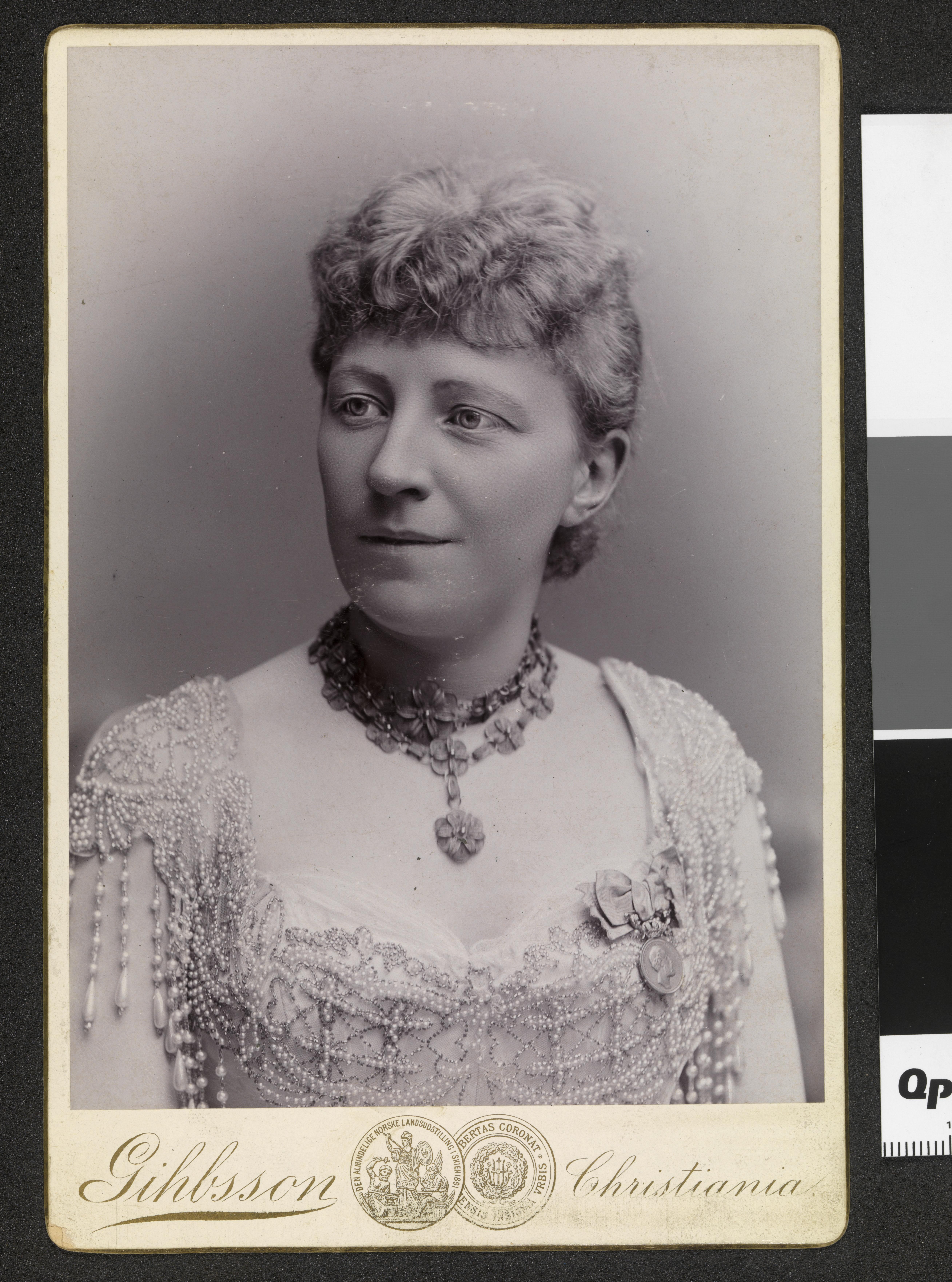
Gina Oselio
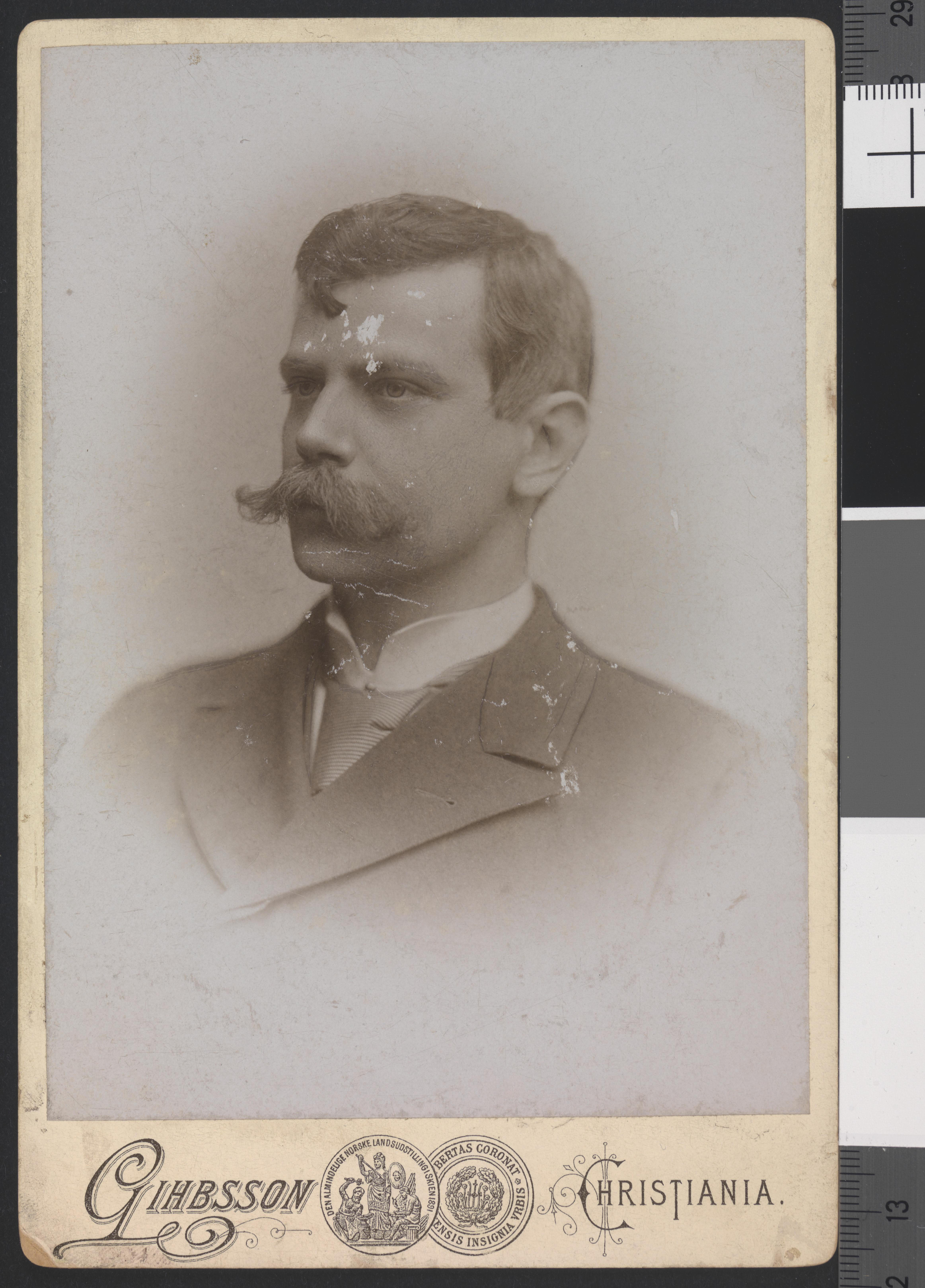
Sigurd Ibsen